# Херман IX (Баден)
Херман IX фон Баден (на немски: Hermann IX von Baden, † 13 април 1353) е от 1333 до 1353 г. маркграф на Mаркграфство Баден и господар на Еберщайн.

## Биография
Той е първият син и наследник на маркграф Фридрих II фон Баден († 22 юни 1333) и първата му съпруга Агнес фон Вайнсберг († 3 май 1320), дъщеря на Конрад III фон Вайнсберг († 1296) и Елизабет фон Катценелнбоген († 1330). Баща му се жени втори път за Маргарета фон Файхинген († 1348), дъщеря на Конрад IV фон Калв-Файхинген († 1321).
През 1350 г. той получава от император Карл IV отново замък Ибург.
Херман IX се жени преди 3 юни 1341 г. за Матилда фон Файхинген († 13/24 април 1381), дъщеря на граф Конрад VI фон Файхинген († сл. 26 септември 1356). С нея той има двама сина, Фридрих IV († пр. 1353) и Рудолф фон Баден († пр. 1353), които умират неженени и бездетни. След смъртта на Херман през 1353 г. негов наследник става Рудолф VI.
Херман е погребан в манастир Лихтентал. Вдовицата му Матилда фон Файхинген († 13/24 април 1381) се омъжва втори път пр. 26 февруари 1356 г. за граф Фридрих IV фон Цолерн-Шалксбург-Езелсберг „младият рицар“ († 14 май 1377 при Ройтлинген).